# Pierre de Gayette
Pierre de Gayette, né en 1688 et mort en 1747 à Potsdam, est un architecte huguenot français, entré au service du roi de Prusse Frédéric-Guillaume Ier en tant qu’ingénieur militaire en chef (Ingenieurkapitän) et architecte de la cour. Pierre de Gayette est considéré comme le concepteur des transformations urbaines effectuées à Potsdam par le roi-soldat. 

## Biographie
Il existe que peu d’indications sur la jeunesse de Pierre de Gayette ; son lieu de naissance est inconnu. Son père, Jacob de Gayette, était venu s’installer à Potsdam après avoir fui Metz à la suite de la révocation de l'Édit de Nantes.
En 1712, à Wesel, il est nommé ingénieur militaire et géomètre conducteur de travaux avec le grade de lieutenant (Ingenieurleutnant). Quatre ans plus tard, il est promu au grade d’ingénieur militaire en chef (Ingenieurkapitän). Il assure en outre à partir de 1720 les fonctions d'architecte de la cour à Potsdam en collaboration avec l’architecte néerlandais Stegmann. Impliqué dans des facturations erronées, Stegmann se suicide en 1724, laissant Pierre de Gayette seul responsable des constructions de Potsdam.
De 1720 à 1734, Frédéric-Guillaume Ier ayant par deux fois procédé à des extensions du domaine urbain, de nombreuses maisons de ville et bâtiments publics sont sortis de terre à Potsdam selon les plans et sous la direction de Pierre de Gayette. 

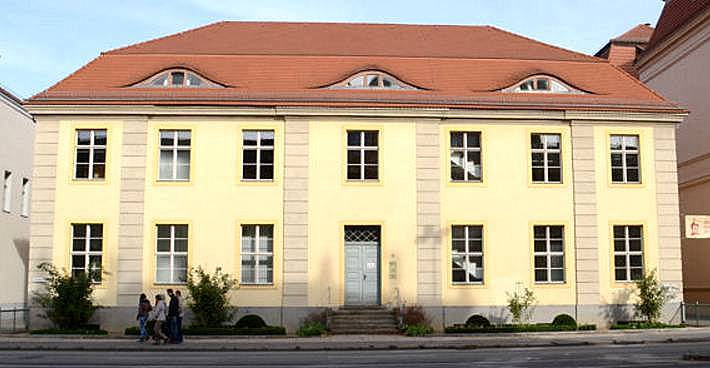
Maison au 9, Breite Straße à Potsdam, dessinée par de Gayette.

Ce sont d'abord de simples maisons à colombages qui ont souvent été remplacées par des constructions en matériau massif au cours des années suivantes. L’hôtel de ville conçu par de Gayette en 1722 est déjà remplacé par un nouveau bâtiment en 1753. Un petit nombre des maisons construites dans le contexte de la première extension urbaine commencée en 1721, dont certaines sont de Pierre de Gayette, ont été conservés, caractérisées par une mansarde et une structuration économique des façades par des lésènes et des corniches, par exemple aux adresses Am Kanal 4 (1724), Henning-von-Tresckow-Straße 9 (1730) et la maison de la diète due Breite Straße 9 (environ 1724).

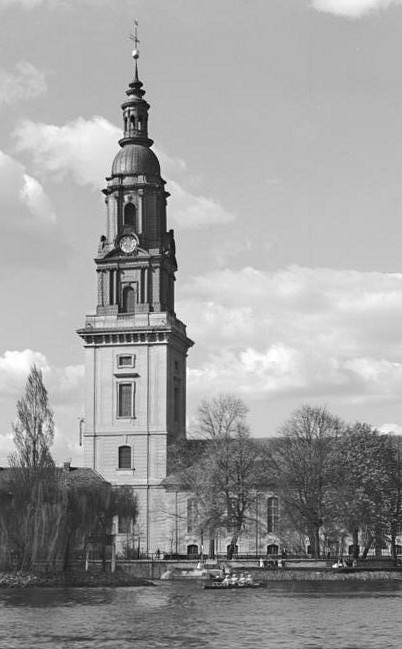
Église du Saint-Esprit (Heilig-Geist-Kirche) de Potsdam, dont la nef est due à Pierre de Gayette.

En 1726 après la démolition de la résidence princière du XVIIe siècle située à l'extrémité orientale de la vieille ville de Potsdam à l'endroit du « mur slave », on construit sur les plans de Gayette la nef de l'église du Saint-Esprit (de), dont le clocher est ajouté en 1728 par l’architecte Johann Friedrich Grael (de). 

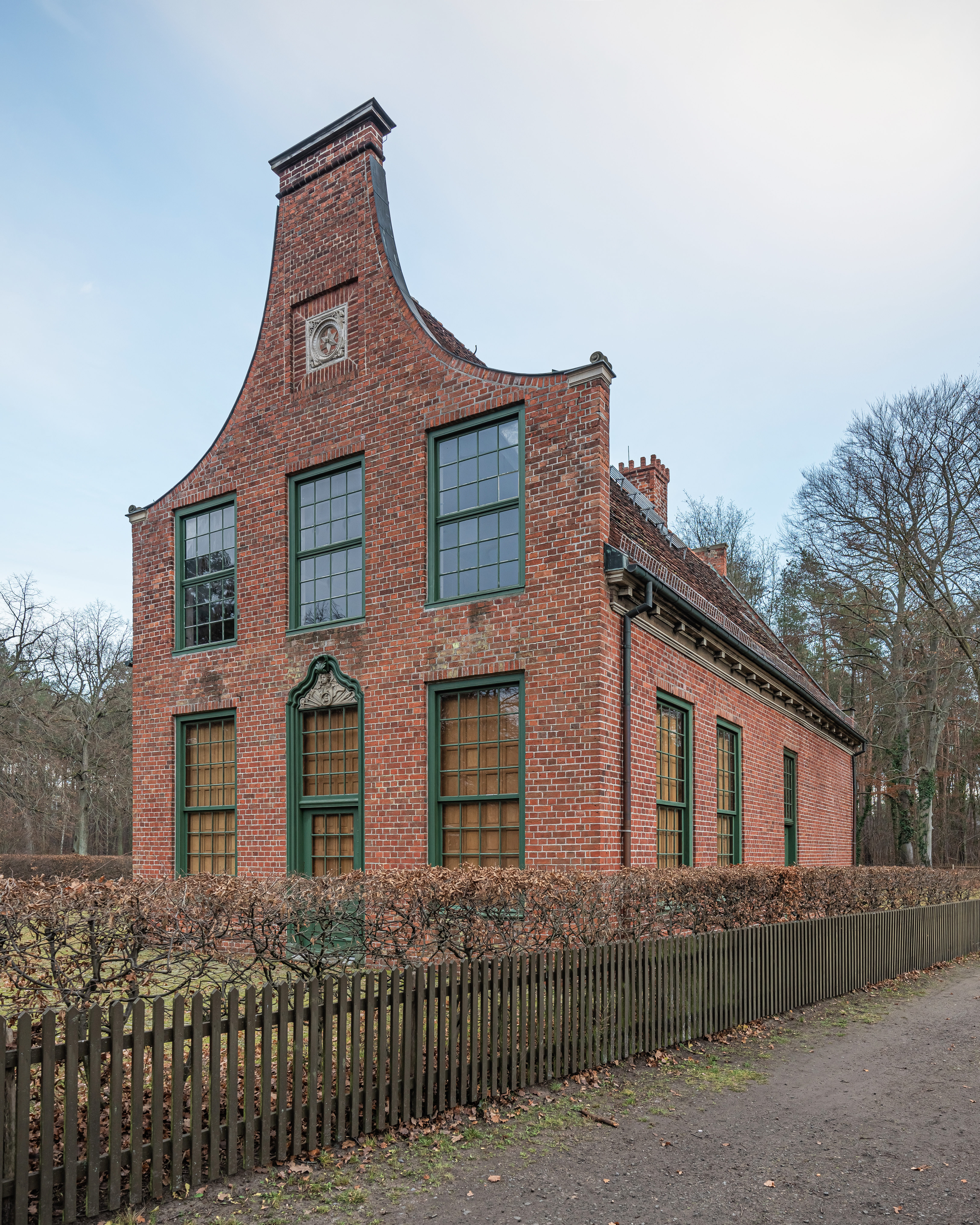
Le pavillon de chasse Stern à Potsdam

De 1730 à 1732, Gayette supervise la construction du pavillon de chasse Stern (de), le seul bâtiment de type résidence royale construit sous le règne de l’économe roi-sergent.  
La deuxième extension de la ville de Potsdam a commencé en 1733 et n'est pas achevée lors de la mort du roi en 1740. La conception des bâtiments les plus nombreux avec des façades soit en matériau massif soit à colombages est confiée à Pierre de Gayette et à Andreas Berger, tandis que le quartier hollandais est construit selon les plans de Johan Bouman. Gayette est en particulier responsable des rangées de maisons de la Lindenstrasse et de la Porte de Nauen. L'attribution de la façade de caractère de l’école de la ville (Großen Stadtschule), construite ne 1738/1739 sur la rue de Nauen (aujourd'hui Friedrich-Ebert-Straße), est incertaine ; certains auteurs l’attribuent à Gayette et d’autres à Friedrich Wilhelm Dieterichs.

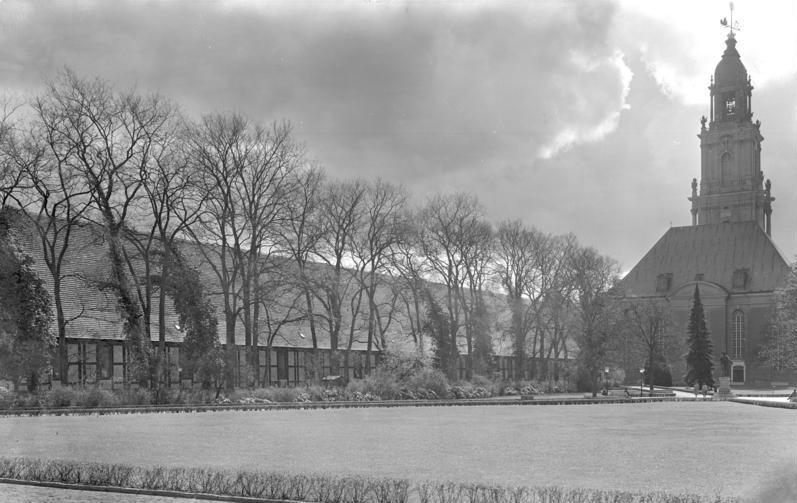
Côté ouest de la Langer Stall, avec à droite à l'arrière-plan l'église de la garnison.

En 1734 fut achevée dans le quartier de l'église de la garnison la construction du Langer Stall (de), un manège et une salle d’exercice de 150 mètres de long en structure bois conçu par Pierre de Gayette. La construction audacieuse du toit a été signalée comme remarquable par David Gilly dans son « manuel d’architecture » paru en 1798.  En 1781 une façade et un portail massifs lui furent ajoutés d’après des plans Georg Christian Unger, et en 1785 un nouveau bâtiment connexe sur le côté nord, lui aussi dû à Unger. Le Langer Stall était le seul des grands bâtiments de Potsdam à structure en bois datant des années 1720-1734 à subsister au 20e siècle. Il a été incendié et entièrement détruit par les bombardements britanniques des 14 et 15 avril 1945. Seul le portail de 1781 est aujourd’hui visible.
Pierre de Gayette reste actif pendant les premières années du règne de Frédéric II. En 1745, il réalise des cartes des châteaux de Sanssouci et de Höneberg et des plans pour réaliser de nouveaux jardins à l’ouest de Sanssouci. Il meurt en 1747 à Potsdam.

## Famille
Pierre de Gayette se marie deux fois et a plusieurs descendants, dont 4 fils qui sont tous militaires dans l’armée prussienne :
- Friedrich (né le 22 février 1726 ; † 13 octobre 1796), capitaine au sein du 29e régiment d’infanterie[2]
- Friedrich Leopold († 3 novembre 1759), qui sert au 5e régiment de Hussards, mort des blessures subies à la bataille de  Kunersdorf
- Siegmund Wilhelm Heinrich (* 1733), qui est le père du Generalmajor (général de division) Karl Ludwig von Gayette (de) (1773 – 1856)
- Karl Adam († 20. octobre 1803), qui termine sa carrière avec le grade de commandant.